# Jonathan Melvoin
Jonathan Melvoin (6. december 1961 – 12. juli 1996) var en amerikansk keyboardspiller, der er mest kendt for at have været på turné med det amerikanske rockband Smashing Pumpkins. 
Melvoin var bror til Susannah og Wendy Melvoin fra Prince and the Revolution. Han lærte først at spille trommer, men kunne senere spille en lang række instrumenter. Op igennem 1980'erne spillede han med en række punkbands, eksempelvis the Dickies. I 1996 blev han hyret som keyboardspiller for Smashing Pumpkins på bandets tredje verdensturné Infinite Sadness Tour, der var en turné til støtte for bandets multiplatin-dobbeltalbum Mellon Collie and the Infinite Sadness. 
Den 12. juli 1996, aftenen inden Smashing Pumpkins skulle have spillet den første af to udsolgte koncerter i Madison Square Garden i New York, døde Jonathan Melvoin efter han og bandets trommeslager, Jimmy Chamberlin, havde taget en overdosis af heroin. Chamberlin ringede efter hjælp, men da ambulancefolkene ankom konstaterede de Melvoin for død. Jimmy Chamberlin blev kort efter fyret fra bandet, og nogle måneder senere genoptog bandet verdensturnéen med Matt Walker som trommeslager og Jimmy Flemion som keyboardspiller.
Smashing Pumpkins blev ikke inviteret med til Melvoins begravelse. Han efterlod sig sin kone og deres to børn. Sarah McLachlans hitsingle, Angel, var inspireret af hans død.